# بروكسل (بلجيكا)
بروكسل (بالفرنسية: Bruxelles)‏ هي مدينة كبيرة، وتجمع حضري، في بلجيكا، ومملكة الأراضي المنخفضة المتحدة، وفرنسا، والأراضي المنخفضة النمساوية، والأراضي المنخفضة الأسبانية، والأراضي المنخفضة الهابسبورجية، والأراضي المنخفضة البورغندية، ودوقية برابنت، تقع في إقليم بروكسل العاصمة، وبرابانت فلاماند، وبرابانت والون، هي عاصمة Dyle (department) ‏، ومملكة الأراضي المنخفضة المتحدة، بلغ عدد سكانها 1,175,000 نسمة وذلك حسب إحصائيات سنة 2016، تبلغ مساحتها 161 كيلومتر مربع.

## مدن توأم
المدن التوأم:
- بكين
- صوفيا
- براغ
- برازيليا
- Gabicce Mare [الإنجليزية]‏
- مدريد.

## أعلام
- جاك لوي دافيد
- كلود ليفي ستروس
- جوزيف فرديناند من بافاريا
- ليوبولد الثاني ملك بلجيكا
- مارجريت يورسنار
- رينيه ماغريت
- هنري لافونتين
- ليوبولد الثالث ملك بلجيكا
- كارل السابع
- ألبير كلود
- إيليا بريغوجين